# Eclipse Comics

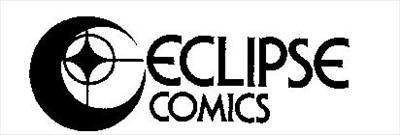
Logótipo da Eclipse Comics

Eclipse Comics foi uma editora de banda desenhada americana, uma de muitas editoras independentes durante os anos de 1980 e início dos anos de 1990.
Em 1978 publicou o primeiro romance gráfico.
Muitos criadores iniciaram ou trabalharam na Eclipse, incluindo Chuck Austen, Donna Barr, Dan Brereton, Chuck Dixon, James Hudnall, Scott McCloud, Peter Milligan, Tim Truman, e Chris Ware. Veteranos que publicaram seus trabalhos pela Eclipse foram, entre outros, Steve Englehart, Don McGregor, Gene Colan e Mark Evanier. A empresa é conhecida pelo seu papel na história da publicação da série aclamada e contestada de Alan Moore chamada Miracleman.